# 加州阳光·开元广场

加州陽光·開元廣場

加州阳光·开元广场，前称为2012年9月开业的加州阳光LSE城市生活广场，是位于杭州萧山区金城路333号的商场，地处杭州地铁5号线金鸡路站B2口旁，建筑面积6.4万平米，地上4层。它是首家开元广场。